# Чемпіонат України з хокею на траві серед чоловіків
Чемпіонат України з хокею на траві серед чоловіків розігрується з 1992 року.

## Призери
| Сезон     | Чемпіон                  | Срібло                        | Бронза                            |
| --------- | ------------------------ | ----------------------------- | --------------------------------- |
| 1992      | «Зубр» (Чернівці)        | «Іскра» (Васильків)           | «Енергетик» (Вінниця)             |
| 1993      | «Зубр» (Чернівці)        | «ФАМС» (Вінниця)              | «Одестрансбуд» (Одеса)            |
| 1994      | «Одестрансбуд» (Одеса)   | «Олімпік» (Вінниця)           | «Свема» (Шостка)                  |
| 1994/95   | «Олімпік» (Вінниця)      | «Одестрансбуд» (Одеса)        | «Свема» (Шостка)                  |
| 1995/96   | «Олімпік» (Вінниця)      | «Зубр» (Чернівці)             | «Шкіряник» (Бердичів)             |
| 1996/97   | «Олімпік» (Вінниця)      | «Аврора» (Київ)               | «Шкіряник» (Бердичів)             |
| 1997/98   | «Олімпік» (Вінниця)      | «Шкіряник» (Бердичів)         | Молодіжна збірна Вінниці          |
| 1998/99   | «Олімпік» (Вінниця)      | «Колос-Нива» (Вінниця)        | «Динамо» (Черкаси)                |
| 1999/2000 | «Колос-Нива» (Вінниця)   | «Олімпік-ШВСМ-ВДПУ» (Вінниця) | «Динамо» (Черкаси)                |
| 2000/01   | «Колос» (Вінниця)        | «Олімпік» (Вінниця)           | «Динамо» (Черкаси)                |
| 2001/02   | «Колос» (Вінниця)        | «Олімпік» (Вінниця)           | «Динамо» (Черкаси)                |
| 2002/03   | «Колос-Секвоя» (Вінниця) | «Олімпік» (Вінниця)           | «Спартак» (Черкаси)               |
| 2003/04   | «Колос-Секвоя» (Вінниця) | «Олімпік» (Вінниця)           | «Динамо» (Черкаси)                |
| 2004/05   | «Колос-Секвоя» (Вінниця) | «Олімпік» (Вінниця)           | «Спартак» (Чернівці)              |
| 2005/06   | «Олімпік» (Вінниця)      | «Колос-Секвоя» (Вінниця)      | «Спартак» (Черкаси)               |
| 2006/07   | ОКС«Колос» (Вінниця)     | «Олімпік» (Вінниця)           | «Спартак» (Черкаси)               |
| 2007/08   | ОКС«Колос» (Вінниця)     | «Олімпік» (Вінниця)           | «Лекс-Навігатор» (Черкаси)        |
| 2008/09   | ОКС«Колос» (Вінниця)     | «Олімпік-Динамо» (Вінниця)    | ФХТЧО (Черкаси)                   |
| 2009/10   | ОКС«Колос» (Вінниця)     | «Олімпік-Динамо» (Вінниця)    | ФХТЧО (Черкаси)                   |
| 2010/11   | ОКС«Колос» (Вінниця)     | «Олімпік-Динамо» (Вінниця)    | «Барс-Буревісник» (Бердичів. р-н) |
| 2011/12   | ОКС«Колос» (Вінниця)     | «Олімпік-Динамо» (Вінниця)    | Збірна Черкаської області         |
| 2012/13   | ОКС«Колос» (Вінниця)     | «Олімпік-Динамо» (Вінниця)    | Збірна Черкаської області         |
| 2013/14   | ОКС«Колос» (Вінниця)     | «Олімпія-ПДУ» (Вінниця)       | «ОСДЮШОР-Олімпія» (Вінниця)       |
| 2014/15   | «Олімпія-ПДУ» (Вінниця)  | ОКС«Колос» (Вінниця)          | Збірна Черкаської області         |
| 2015/16   | ОКС«Колос» (Вінниця)     | «Старт» (Бердичів. р-н)       | Збірна Черкаської області         |
| 2016/17   | ОКС«Колос» (Вінниця)     | «Олімпія» (Вінниця)           | Збірна Черкаської області         |
| 2017/18   | ОКС«Колос» (Вінниця)     | «Олімпія» (Вінниця)           | Збірна Черкаської області         |
| 2018/19   | ОКС«Колос» (Вінниця)     | «Олімпія» (Вінниця)           | «Старт» (Бердичів. р-н)           |
| 2019/20   | ОКС«Колос» (Вінниця)     | «Олімпія» (Вінниця)           | «Політехнік» (Коростень)          |

## 1992
1.«Зубр» (Чернівці)
2.«Іскра» (Васильків)
3.«Енергетик» (Вінниця)
4.«Шкіряник-Трудові резерви» (Бердичів)
5.«ОТБ-Одесатрансбуд» (Одеса)
6.«Автомобіліст» (Калинівка)
7.«Медін» (Чернівці)
8.«Погорина» (Рівне)
– «Политехник» (Київ) – знявся
– «Свема» (Шостка) - знявся

## 1993
1.«Зубр» (Чернівці)
2.«Фамс» (Вінниця)
3.«ОТБ-Одесатрансбуд» (Одеса)
4.«Іскра-Редут» (Васильків)
5.«Свема» (Шостка)
6.«Шкіряник-Елеско» (Бердичів)
7.«Кард» (Київ)
8.«Погорина» (Рівне)
9.«Медін" (Чернівці)
10.«Колос» (Калинівка)

## 1994
1.«ОТБ-Одесатрансбуд» (Одеса)
2.«Олімпік» (Вінниця)
3.«Свема» (Шостка)
4.«Зубр» (Чернівці)
5.«Шкіряник-Елеско» (Бердичів)
6.«Харчовик» (Калинівка)
– «Медін» (Чернівці) - знявся
– СК"Марс" (Рівне) - знявся  
– «Хапос» (Харків) – знявся                                     

## 1994-1995
1.«Олімпік» (Вінниця)
2.«ОТБ-Одесатрансбуд» (Одеса)
3.«Свема» (Шостка)
4.«Зубр» (Чернівці)
5.«Шкіряник» (Бердичів)
6.«КЕЗФОЖ» (Калинівка)
7.«Медін» (Чернівці)

## 1995-1996
1.«Олімпік» (Вінниця)
2.«Зубр» (Чернівці)
3.«Шкіряник» (Бердичів)
4.«ОТБ-Одесатрансбуд» (Одеса)
5.«КЕЗФОЖ» (Калинівка)
6.«Свема» (Шостка)
7.«Азери» (Баку, Азербайджан )

## 1996-1997
1.«Олімпік» (Вінниця)
2.«Аврора» (Київ)
3.«Шкіряник» (Бердичів)
4.«Аваль» (Кропивницький)
5.«КЕЗФОЖ» (Калинівка)
6.«Динамо» (Черкаси)
7.«Зубр» (Чернівці)
8.«Азери» (Баку, Азербайджан )

## 1997-1998
1.«Олімпік» (Вінниця)
2.«Шкіряник» (Бердичів)
3.Молодіжна збірна Вінниці
4.«Колос» (Кропивницький)
5.«Динамо» (Черкаси)
6.«Zone Vision» (Київ)
7.«Спартак» (Чернівці)

## 1998-1999
1.«Олімпік» (Вінниця)
2.«Колос-Нива» (Вінниця)
3.«Динамо» (Черкаси)
4.«Шкіряник» (Бердичів)
5.«Колос» (Кропивницький)
6.«Волинь-Україна» (Луцьк)

## 1999-2000
1.«Колос-Нива» (Вінниця)
2.«Олімпік-ВДПУ» (Вінниця)
3.«Динамо» (Черкаси)
4.«Спартак» (Чернівці)
5.«Шкіряник» (Бердичів)
6.«Колос» (Кропивницький)
7.Молодіжна збірна України
8.«Волинь» (Луцьк)

## 2000-2001
1.«Колос-Нива» (Вінниця)
2.«Олімпік-ВДПУ» (Вінниця)
3.«Динамо» (Черкаси)
4.«Спартак» (Чернівці)
5.«Колос» (Кропивницький)
6.«Шкіряник» (Бердичів)
7.«Волинь-Україна» (Луцьк)
8.«Колос-2» (Кропивницький) 
9.Молодіжна збірна України

## 2001-2002
1.«Колос-Нива» (Вінниця)
2.«Олімпік-ВДПУ» (Вінниця)
3.«Спартак» (Чернівці)
4.«Динамо» (Черкаси)
5.«Колос» (Кропивницький)
6.«Шкіряник» (Бердичів)
7.ШВСМ-3 «Кривбас» (Кривий Ріг)
8.«Волинь-Україна» (Луцьк)

## 2002-2003
1.«Колос-Секвойя» (Вінниця)
2.«Олімпік-ВДПУ» (Вінниця)
3.«Спартак» (Черкаси)
4.«Колос» (Кропивницький)
5.«Спартак» (Чернівці)
6.«Шкіряник» (Бердичів)
7.ШВСМ-3 «Кривбас» (Кривий Ріг)

## 2003-2004
1.«Колос-Секвойя» (Вінниця)
2.«Олімпік-ВДПУ» (Вінниця)
3.«Спартак» (Чернівці)
4.«Колос» (Кропивницький)
5.«Спартак» (Черкаси)
6.«Прогрес» (Бердичів)

## 2004-2005
1.«Колос-Секвойя» (Вінниця)
2.«Олімпік-ВДПУ» (Вінниця)
3.«Спартак» (Чернівці)
4.«Спартак» (Черкаси)
5.«Прогрес» (Бердичів)
6.«Колос» (Кропивницький)
7.Молодіжна збірна України

## 2005-2006
1.«Олімпік-ВДПУ» (Вінниця)
2.«Колос-Секвойя» (Вінниця)
3.«Спартак» (Черкаси)
4.ХК«ККНАУ-КРАУСС» (Кривий Ріг)
5.«Прогрес» (Бердичів)
6.«Спартак» (Чернівці)
7.«Колос» (Кропивницький)
8.Молодіжна збірна України

## 2006-2007
1.«Олімпія-Колос-Секвойя» (Вінниця)
2.«Олімпік-ВДПУ» (Вінниця)
3.«Спартак» (Черкаси)
4.ХК«ККНАУ-КРАУСС» (Кривий Ріг)
5.«Прогрес» (Бердичів)
6.«Олімпія-Колос-Секвойя-2» (Вінниця)

## 2007-2008
1.«Олімпія-Колос-Секвойя» (Вінниця)
2.«Олімпік-ВДПУ» (Винниця)
3.«Лекс-Навігатор» (Черкаси)
4.ХК«ККНАУ-КРАУСС» (Кривий Ріг)
5.ХК«Черкаси» (Черкаси)
6.«Барс» (Бердичів)
7.«Барс» (Калинівка)
8.ХК«Політехнік» (Коростень)
9.«Олімпія-Колос-Секвойя-2» (Вінниця)
10.«Спартак» (Чернівці)

## 2008-2009
1.«Олімпія-Колос-Секвойя» (Вінниця)
2.«Олімпік-Динамо» (Вінниця)
3.«ФХТЧО» (Черкаси)
4.«Барс» (Бердичів)
5.ХК«ККНАУ-КРАУСС» (Кривий Ріг)
6.ХК«Політехнік» (Коростень)
7.«Спартак» (Чернівці)
8.«Олімпія» (Вінниця)

## 2009-2010
1.«Олімпія-Колос-Секвойя» (Вінниця)
2.«Олімпік-Динамо» (Вінниця)
3.«ФХТЧО» (Черкаси)
4.«Барс-Буревісник» (Бердичів)
5.ХК«ККНАУ-КРАУСС» (Кривий Ріг)
6.«Спартак» (Чернівці)
7.«Олімпія» (Вінниця)
8.ХК«Політехнік» (Коростень)

## 2010-2011
1.«Олімпія-Колос-Секвойя» (Вінниця)
2.«Олімпік-Динамо» (Вінниця)
3.«Барс-Буревісник» (Бердичів)
4.Збірна Черкаської області
5.«Олімпія» (Вінниця)
6.ХК«ККНАУ-КРАУСС» (Кривий Ріг)
7.ХК«Політехнік» (Коростень)
8.«Спартак» (Чернівці)

## 2011-2012
1.«Олімпія-Колос-Секвойя» (Вінниця)
2.«Олімпік-Динамо» (Вінниця)
3.Збірна Черкаської області
4.«Барс-Буревісник» (Бердичів)
5.ХК«ККНАУ-КРАУСС» (Кривий Ріг)
6.ХК«Політехнік» (Коростень)
7.«Спартак» (Чернівці)
8.«Олімпія» (Вінниця)

## 2012-2013
1.«Олімпія-Колос-Секвойя» (Вінниця)
2.«Олімпік-Динамо» (Вінниця)
3.Збірна Черкаської області
4.«Барс-Буревісник» (Бердичів)
5.«Спартак» (Чернівці)
6.ХК«ККНАУ-КРАУСС» (Кривий Ріг)
7. «Олімпія» (Вінниця)
8.БКПЕП«Старт» (Бердичівський район)

## 2013-2014
1.«Олімпія-Колос-Секвойя» (Вінниця)
2.«Олімпік-ВДПУ» (Вінниця)
3.«Олімпія» (Вінниця)
4.БКПЕП«Старт» (Бердичівський район)
5.Збірна Черкаської області
6.ХК«Політехнік» (Коростень)
7.ХК«ККНАУ-КРАУСС» (Кривий Ріг)
8.«Спартак» (Чернівці)

## 2014-2015
1.«Олімпік-ВДПУ» (Вінниця)
2.«Олімпія-Колос-Секвойя» (Вінниця)
3. Збірна Черкаської області
4.«Олімпія» (Вінниця)

## Див.також
- Кубок України з хокею на траві (чоловіки)
- Чемпіонат УРСР з хокею на траві серед чоловіків
- Кубок європейських чемпіонів з хокею на траві
- Чемпіонат України з індорхокею серед чоловіків
- Чемпіонат України з хокею на траві серед жінок